# 1980 en France
Chronologie de la France
- 1976
- 1977
- 1978
- 1979
- 1980
- 1981
- 1982
- 1983
- 1984

Cette page présente les faits marquants de l'année 1980 en France.

## Événements

### Janvier
- 10 janvier : loi Bonnet relative à la prévention de l'immigration clandestine, qui rend plus strictes les conditions d'entrée sur le territoire et prévoit l’expulsion des étrangers entrés sur le territoire sans autorisation[1].
- 18 janvier : loi de finances pour le budget de 1980[2].
- 23 janvier : création au Havre de la Fédération française des motards en colère[3].
- 31 janvier : création de Médecins du monde par Bernard Kouchner et un groupe de médecins dissidents  de Médecins sans frontières[4].
- 31 janvier-14 mars : enquête d'utilité publique pour la construction d'une centrale nucléaire à Plogoff[5]. Les municipalités des quatre communes concernées refusent de l’accueillir et les opposants au projet tentent de l’empêcher par des barrages, ce qui contraint le gouvernement à déployer des « mairies annexes » protégées par des gendarmes mobiles. Des affrontements éclatent dans la nuit du 8 au 9 février qui font seize blessés[6].

### Février
- 1er février : l'ancien ministre de l'Éducation nationale Joseph Fontanet est assassiné d'une balle dans la poitrine à Paris[7].
- 28 février : fondation de l'Institut du monde arabe à Paris. Ce projet a été soutenu par la France et la Ligue arabe[8].

### Mars
- 6 mars : Marguerite Yourcenar est la première femme élue à l'Académie française[9].
- 7 mars : naufrage du pétrolier malgache Tanio au large de la Bretagne. Treize mille cinq cents tonnes de fioul sont déversées au large de l'île de Batz[10].
- 11 mars : découverte du corps nu de Michelle Couturat, 17 ans, à Guillerval au sud d'Étampes dans l'Essonne ; début de la série des meurtres non élucidés de la RN 20[11].
- 13 mars : accident nucléaire de Saint-Laurent-des-Eaux, le plus grave que la France ait connu[12].
- 24 mars-30 avril : grève des nettoyeurs du métro parisien[13].
- 28 mars : accord salarial pour le maintien du pouvoir d'achat dans la fonction publique ; le traitement de base des fonctionnaires sera révisé chaque trimestre en fonction de la hausse des prix enregistrée[14].

### Avril
- 15 avril : proposition de mise en accusation de Michel Poniatowski devant la Haute Cour de Justice dans l'affaire de Broglie déposée par le député-maire de Marseille Gaston Defferre[15].
- 19 avril : un long cortège de 50 000 amis et admirateurs accompagne Jean-Paul Sartre lors de ses funérailles au cimetière du Montparnasse[16].
- 29 avril : accord franco-allemand sur la construction de deux satellites de télévision[17].
- 30 avril :  projet de loi « Sécurité et liberté » est présentée au Conseil des ministres par Alain Peyrefitte[18].

### Mai
- 6 mai : les mineurs de Ladrecht occupent le puits Destival à Alès pour le maintien de l'activité minière[13]. La grève dure treize mois jusqu'au 11 juin 1981.
- 13 mai : émeute autour du campus de Jussieu à Paris lors de manifestations en faveur des étudiants étrangers ; un jeune chômeur, Alain Bégrand, se tue en tentant d'échapper à une charge de police[19].
- 19 mai : Valéry Giscard d'Estaing rencontre Léonid Brejnev au palais de Wilanów, près de Varsovie[20].
- 24-25 mai : 100 000 personnes participent à la « Pentecôte antinucléaire » de Plogoff[5].
- 30 mai-2 juin : le pape Jean-Paul II visite Paris et Lisieux[21].

### Juin
- 21 juin : le projet de loi présenté par Alain Peyrefitte, dit « sécurité et liberté », est adopté à l'Assemblée par 265 voix contre 205[9].
- 28 juin : enlèvement de l'industriel Michel Maury-Laribière, libéré le 9 juillet à Sainte-Orse[22].

### Juillet
- 1er juillet : le SMIC augmente de 2,49 %. Les loyers augmentent de 11 à 13 %, le ticket de métro de 17 % et la carte orange de 21 %, les médicaments de 5 % et le pain de 5 à 8 %. Les constructeurs augmentent leurs voitures de 4,8 à 6 %[22].
- 3 juillet : Bob Marley se produit devant plus de 50 000 personnes au Bourget[23].
- 12 juillet : ouverture à la circulation du tunnel routier du Fréjus[24].
- 21 juillet : assassinat de Salah Eddine Bitar, homme politique syrien en exil à Paris[22].

### Août
- 5 août : attaque du consulat général de Turquie à Lyon[25].

### Septembre
- 15 septembre : première émission radio du Tribunal des flagrants délires, sur France Inter[26].
- 21 septembre : crue exceptionnelle de la Loire qui fait huit morts et plus de trente blessés[27].
- 22 septembre : enlèvement de Bernard Galle. Une rançon est versée aux ravisseurs par la famille à l'insu des policiers le 17 octobre, mais Bernard Galle ne réapparaît pas[28].
- 28 septembre : élections sénatoriales[29].

### Octobre
- 3 octobre : un attentat antisémite contre la synagogue de la rue Copernic à Paris fait quatre morts et quarante-six blessés. Il est suivi d'une déclaration jugée choquante du Premier Ministre Raymond Barre : « cet attentat odieux [qui] voulait frapper des israélites qui se rendaient à la synagogue et qui a frappé des Français innocents qui traversaient la rue Copernic »[30].
- 18 octobre : Lahouri Ben Mohamed, dix-sept ans, est tué d'une rafale de pistolet-mitrailleur par un CRS lors d'un contrôle de police dans les quartiers nord de Marseille[31].
- 19 octobre : Michel Rocard lance l’ « Appel de Conflans ». Il propose au parti socialiste l’éventualité de sa candidature à la présidence de la république[32].
- 21 octobre : le socialiste Jean-Pierre Chevènement annonce son intention de se porter candidat à l’élection présidentielle, « à condition que François Mitterrand ne se présente pas »[32].
- 22 octobre : mise en liquidation judiciaire de Manufrance par le tribunal de commerce de Saint-Etienne[33].
- 30 octobre : Coluche annonce lors d'une conférence de presse au théâtre du Gymnase sa candidature à l’élection présidentielle[34].

### Novembre
- 8 novembre : François Mitterrand annonce sa candidature à l’élection présidentielle. Michel Rocard retire la sienne immédiatement[35].
- 16 novembre : le philosophe Louis Althusser tue sa femme, Hélène Rytmann[36].
- 23 novembre : le Batallón Vasco Español mitraille un bar d'Hendaye fréquenté par les réfugiés basques ; deux personnes sans rapport avec l'ETA sont tuées, un Français retraité de 68 ans, Jean-Pierre Haramendy , et un ouvrier espagnol naturalisé français de 52 ans, José Camio[7].
- 27 novembre : à Paris, 74 membres de plusieurs familles du Larzac montés pour une action sous la tour Eiffel contre l'extension du camp militaire, campent sur le Champ-de-Mars[37].

### Décembre
- 2 décembre :  un sondage publié dans le Quotidien de Paris crédite 12,5 % d’intentions de votes à Coluche. Il retire sa candidature en mars 1981[34].
- 15 décembre : inauguration de la place du Québec, du 6e arrondissement de Paris avec Jacques Chirac et René Lévesque[38].
- 29 - 30 décembre : la municipalité communiste de Vitry-sur-Seine détruit à la pelleteuse un foyer de travailleurs immigrés maliens[39].

## Naissances en 1980
- 1er janvier : Olivia Ruiz, chanteuse française.
- 16 février : Géraldine Nakache, actrice et réalisatrice française.
- 5 mars : Renan Luce, chanteur et auteur-compositeur français.
- 12 mars : Olga Sokolow, actrice française († 13 mars 2018).
- 29 avril : Adrien Antoine, acteur.
- 13 juin : Florent Malouda, footballeur français.
- 26 juin : Sinik, rappeur français.
- 1er juillet : Boris Roatta, acteur français († 25 août 1994).
- 5 juillet : Eva Green, actrice française.
- 19 juillet : Émilie Mazoyer, animatrice radio française.
- 25 juillet : Diam's, chanteuse française.
- 9 août : Lolita Séchan, romancière française et fille de Renaud.
- 24 août : Grégory Villemin, victime de meurtre († 16 octobre 1984).
- 25 août : Ovidie, actrice, réalisatrice et auteur française.
- 25 août : Ève Angeli, chanteuse française.
- 4 octobre : Ludivine Furnon, gymnaste française.
- 2 décembre : Arthur Jugnot, acteur français et fils de Gérard Jugnot.

## Décès en 1980
- 2 février : Joseph Fontanet (° 9 février 1921), homme politique français.
- 14 février : Marie Besnard (° 15 août 1896), surnommée la  « Bonne Dame de Loudun ».
- 26 mars : Roland Barthes.
- 15 avril : Jean-Paul Sartre.
- 20 août : Joe Dassin, à l'âge de 41 ans.